# Flavià (cognom)
Flavià (en llatí Flavianus) era un cognomen romà, poc freqüent durant la república i l'imperi però que va ser més corrent a partir de què Constanci Clor i el seu fill Constantí I el Gran van adoptar el nom Flavi com a títol que es va convertir en hereditari.
En aquesta època (entre Constantí I el Gran i Valentinià III) un gran nombre d'alts oficials van portar el cognomen. La seva llista apareix a Prosopographia un suplement del Codex Theodosianus en l'edició que en va fer Iacobus Gothofredus.